# 랜드 오브 마인
《랜드 오브 마인》(영어: Land of Mine, 덴마크어: Under sandet)는 2015년에 개봉한 덴마크, 독일의 시대극, 드라마 영화이다. 마틴 잔드블리엣이 감독, 각본을 맡았다. 제89회 아카데미상 외국어 영화상에 덴마크 후보로 제출되었다. 제2차 세계대전 종후 덴마크에 설치된 지뢰 제거를 위해 강제로 차출된 독일군 전쟁 포로들의 이야기와 실제 사건에서 영감을 얻었다. 다수의 10대가 포함된 2천명 이상의 독일군 병사들이 이에 강제로 투입되었으며, 그중 절반에 가까운 인원들이 폭발로 사망하거나 팔다리를 잃었다.

## 출연
- 롤란 묄레르 - 칼 레오폴드 라스무센 상사
- 미켈 푈스고르 - 에베 대위
- 라우라 브로 (Laura Bro) - 카린
- 루이스 호프만 - 세바스티안 슈만
- 조엘 바스만 - 헬무트 모르바흐
- 오스카르 뵈켈만 (Oskar Bökelmann) - 루트비히 하프케
- 에밀 벨톤 (Emil Belton) - 에른스트 레스너
- 오스카 벨톤 (Oskar Belton) - 베르너 레스너
- 레온 자이델 - 빌헬름 한
- 카를 알렉산더 사이더 (Karl Alexander Seider) - 만프레트
- 막시밀리안 베크 (Maximilian Beck) - 아우구스트 클루거
- 아우구스터 카터 (August Carter) - 로돌프 셀케
- 팀 뷜로프 (Tim Bülow) - 헤르만 마클라인
- 알렉산더 라스 (Alexander Rasch) - 프리드리히 슈누어
- 율리우스 코힝케 (Julius Kochinke) - 요한 볼프